# رشاد فوغن
رشاد فوغن (بالإنجليزية: Rashad Vaughn)‏ مواليد 16 أغسطس 1996 في منيابولس، هو لاعب كرة سلة محترف أمريكي بدأ مسيرته الاحترافية في سنة 2015 حيث تم اختياره من قبل فريق ميلووكي باكز خلال الدرافت، يلعب مع فريق ميلووكي باكز في الرابطة الوطنية لكرة السلة ويحمل الرقم 20. يبلغ طوله 6 قدم 6 بوصة (2.0 م).

## روابط خارجية
- رشاد فوغن على موقع إن بي أي (الإنجليزية)
- رشاد فوغن على موقع سبورتس رفرنس (الإنجليزية)
- رشاد فوغن على موقع كرة السلة الأوروبية.كوم (الإنجليزية)
- رشاد فوغن على موقع كلية كرة السلة في سبورتس رفرنس.كوم (الإنجليزية)
- رشاد فوغن على موقع ريلجم (الإنجليزية)
- رشاد فوغن على موقع بروبوليرز (الإنجليزية)
- رشاد فوغن على موقع سبورتس رفرنس (الإنجليزية)